# Stenbjerg Klitplantage
Stenbjerg Klitplantage er en 1.080 ha stor klitplantage beliggende øst for Stenbjerg, syd for Sdr. Vorupør, syd for Førby Sø og nord for Ove Sø, i Thisted Kommune i Thy. Plantagen ligger for en stor del på hævet havbund, og er en del af Nationalpark Thy. Den vestlige del af plantagen strækker sig langt ud mod Vesterhavet. Området ejes af staten, og de første arealer blev erhvervet i 1895-99, hvor tilplantningen, i første omgang med bjergfyr. påbegyndtes.
I 2004 blev plantagen ramt af en større skovbrand som det tog 3 uger at slukke, og hvor omkring 150 hektar skov blev afbrændt. En tilsvarende skovbrand startede i plantagen 7. maj 2019.